# Pakwash Provincial Park
Pakwash Provincial Park är en park i Kanada.   Den ligger i provinsen Ontario, i den sydöstra delen av landet, 1 400 km väster om huvudstaden Ottawa. Pakwash Provincial Park ligger 346 meter över havet. Den ligger vid sjön Pakwash Lake.
Terrängen runt Pakwash Provincial Park är platt. Runt Pakwash Provincial Park är det mycket glesbefolkat, med 3 invånare per kvadratkilometer.. 